# Ministério da Ciência, Tecnologia e Meio Ambiente (Cuba)
O Ministério da Ciência, Tecnologia e Ambiente da República de Cuba (em castelhano:  Ministerio de Ciencia, Tecnología y Medio Ambiente de la República de Cuba), também conhecido como CITMA, é o ministério do governo cubano que supervisiona a política estatal em matérias de ciência, tecnologia, meio ambiente e utilização da energia nuclear.[carece de fontes?] A sua sede situa-se num edifício da Calle Línea, uma rua do centro de Havana ao lado do Malecón, e parte de Vedado, uma ala do bairro municipal da Plaza de la Revolución.

## História
Foi fundada em 1994 como sucessora da Academia das Ciências de Cuba.[carece de fontes?] A atual ministra, Elba Rosa Pérez Montoya, em exercício desde 2012,[carece de fontes?] foi precedida por José Miguel Miyar Barruecos, ministro de março de 2009 a março de 2012.[carece de fontes?]

## Funções
O CITMA promove a política ambiental e a investigação científica, como a utilização pacífica da energia nuclear, de uma forma coerente e coordenada para contribuir para o desenvolvimento sustentável do Estado. Para além das atribuições comuns a todos os organismos da administração central do Estado, o CITMA tem as seguintes atribuições e funções específicas:[carece de fontes?]
- Propor e avaliar a estratégia e as políticas científicas e tecnológicas em correspondência com o desenvolvimento económico e social do país, estabelecendo os objetivos, prioridades, linhas e programas que correspondam e orientem e controlem a sua execução.
- Dirigir e controlar o processo de preparação, execução e avaliação dos programas de investigação científica e de inovação tecnológica.
- Promover e facilitar a participação da comunidade científica no desenvolvimento e avaliação de estratégias e políticas de ciência e tecnologia.
- Propor a estratégia e as políticas a seguir no processo de desenvolvimento do plano e do orçamento para a ciência e a inovação tecnológica, conforme as prioridades aprovadas.
- Dirigir, coordenar e controlar o processo de integração dos fatores científicos, tecnológicos, produtivos e outros; na geração e utilização do conhecimento científico-técnico, através de centros científicos e outras formas de integração relacionadas com as atividades priorizadas.

## Agências
Este ministério cubano delega as suas funções a numerosas agências, centros e instituições relacionadas com a sua área de gestão, entre as quais se encontram:[carece de fontes?]
- Agência do Ambiente (Agencia de Medio Ambiente, AMA)
- Centro de Informação, Gestão e Educação Ambiental (Centro de Información, Gestión y Educación Ambiental, CIGEA)
- Instituto de Geofísica e Astronomia (Instituto de Geofísica e Astronomia, IGA)
- Instituto de Geografia Tropical (Instituto de Geografía Tropical, IGT)
- Instituto de Meteorologia (Instituto de Meteorología, INSMET)
- Centro de Inspeção e Controlo Ambiental (Centro de Inspección y Control Ambiental, CICA)
- Sistema Nacional de Áreas Protegidas de Cuba (Sistema Nacional de Áreas Protegidas de Cuba, SNAP)